# Big Girl (You Are Beautiful)
«Big Girl (You Are Beautiful)» («Grandullona, eres guapa») es el cuarto sencillo del álbum debut Life in Cartoon Motion del cantante de pop libanés Mika. Llegó al número 9 de la UK singles chart. Fue lanzado el 23 de julio de 2007. Cuando Mika cantó esta canción en la Oxegen 2007, se la dedicó a Beth Ditto de The Gossip, que había actuado en el escenario 2 del NME antes que él. 
Mika volvió a regrabar la canción para el tema promocional de la segunda temporada de la serie americana Ugly Betty (cuya versión original es Betty La Fea) pero con las letras cambiadas: "Hey Betty, You Are Beautiful" (Hey Betty, eres guapa) en el estribillo.

## Vídeo musical
El videoclip musical se grabó el 19 de mayo de 2007 y muestra a varias mujeres curvilíneas corriendo por la calle principal de Croydon, Inglaterra, y el mercado de Surrey Street vestidas en estilo vaquero. La circulación del vídeo ha tenido mucha repercusión, sobre todo en MTV Flux y The Hits.

## Sencillos

### Sencillo CD en el Reino Unido
1. «Big Girl (You Are Beautiful)» (versión del álbum) - 4:08
2. «Instant Martyr»
3. «Sweet Dreams (Are Made of This)» (Directo desde Hong Kong)
4. «Big Girl (You Are Beautiful)» (Tom Middleton Remix) - 5:52

### Sencillo de 7" en vinilo
- A1. «Big Girl (You Are Beautiful)» (versión del álbum) - 4:08
- B1. «Standing in the Way of Control» (Directo desde One Big Weekend para Radio 1)

### Sencillo de 12" en vinilo
- A1. «Big Girl (You Are Beautiful)» (Tom Middleton Remix) - 5:52
- A2. «Big Girl (You Are Beautiful)» (Bonde Do Role Remix) - 3:48
- B1. «Big Girl (You Are Beautiful)» (Lo-Fi-Fnk Remix) - 6:12
- B2. «Big Girl (You Are Beautiful)» (Hick Nurdman Remix) - 5:44